# Amauropelma gayundah
Amauropelma gayundah là một loài nhện trong họ Ctenidae.
Loài này thuộc chi Amauropelma. Amauropelma gayundah được miêu tả năm 2001 bởi Raven & Stumkat.